# Lisardo Guarinos
Lisardo Guarinos Riera (Valência, Espanha, 7 de outubro de 1970) é um ator e cantor espanhol. Foi casado com a cantora e atriz mexicana Lisset, com quem teve uma filha chamada María.

## Biografia
Já participou de várias peças de teatro, séries e telenovelas. Lisardo desenvolveu sua carreira e ganhou fama internacional a partir de seus trabalhos no México. 
Em 2006 participou da telenovela Rebelde, onde se tornou mais conhecido, ao interpretar o professor Martín Reverte, o pai de Roberta, personagem de Dulce María. Em 2012 ele atua telenovela Esperanza del corazón, interpretando o ambicioso, infiel e malvado Aldo Cabral.

## Filmografia

### Telenovelas
- Tu vida es mi vida (2024) - Rolando Molina Rubio
- Corona de lágrimas II (2022) - Dr. Rogelio Cáceres
- Amor dividido (2022) - Lorenzo Iñíguez
- Contigo sí (2021) - Aníbal Treviño
- Esta historia me suena (2021) - Ernesto
- La mexicana y el güero (2020-2021) - Monti
- Rubí (2020) - Arturo de la Fuente
- Médicos, línea de vida (2019-2020) - Víctor
- La piloto (2018) - Vasily Kilichenko
- En tierras salvajes (2017) - Carlos Molina
- Amor de barrio (2015) - Adalberto Cruz
- Yo no creo en los hombres (2015) - Jose Luis Duval
- Mi corazón es tuyo (2014) - Enrique Basurto
- De que te quiero,te quiero (2013) - Roberto Esparza / Carlos Pereyra
- Amores verdaderos (2012) ... Carlos González / Joan Constantín
- Esperanza del corazón (2011-2012) ... Aldo Cabral
- Cuando me enamoro (2010-2011) ... Agustín Dunant
- Corazón salvaje (2009) ... Federico Martín del Campo
- Alma de hierro (2008-2009) - Diego Galindo
- Palabra de mujer (2008) - Hernán Gil
- Lola... érase una vez! (2007-2008) - Franz Wolfgang
- Yo amo a Juan Querendón (2007) - Gustavo
- Amar sin límites (2006) - Piero Escobar
- Rebelde (2006) - Martín / Otavio Reverte

### Series
- Mujeres asesinas (2008) - Capítulo Sandra, trepadora - Fermín Castaño
- La Familia Peluche (2009) - Carrera de Perros
- Mujer, casos de la vida real (2003) - Sandro
- Lo que callamos las mujeres (2001) - Martin / Pablo

### Cinema
- Cómo tú me has deseado (2007)
- Casi Divas (2008)
- Aquí entre nos (2011)

## Teatro

### Na Espanha
- Quo Vadis (1992)
- El Hombre de la Mancha (1993-1994) - Pedro
- Grease (1996) - Vince Fontaine
- La Bella y la Bestia (1999-2000) - Gastón
- Happy End|Madrid (1997-2000) - Anibal
- Notre Dame de París (2001-2002) - Febo
- Zorba el Griego (2000-2002) - Pope

### No México
- Los Miserables (2003) - Jean Valjean
- José el Soñador (2003) - Faraón
- Víctor Victória (2006-2008) - King Marshall
- La Novicia Rebelde (2009-2010) - Capitán Von Trapp
- Spamalot (2011-Atualmente) - Sir Dennis Galahab

## Ligações Externas
- Lisardo Guarinos. no IMDb.
- Facebook: https://www.facebook.com/LisardoGuarinos
- Twitter: https://twitter.com/#!/lisardoemilio